# Ağdaban
Ağdaban (eingedeutscht Aghdaban, armenisch Աղդաբան) ist ein Dorf im Kleinen Kaukasus und gemäß der Verwaltungsgliederung Aserbaidschans Teil des Bezirks Kəlbəcər.

## Geographische Lage
Ağdaban liegt am rechten Ufer des gleichnamigen Flusses, am südlichen Fuße des Gebirgszuges Murovdağ, rund 56 Kilometer nordöstlich von der Provinzhauptstadt Kəlbəcər entfernt.

## Geschichte
In sowjetischer Zeit bildete der Ort zusammen mit dem Nachbarort Çayqovuşan eine Enklave des Bezirks Kəlbəcər in der Autonomen Oblast Bergkarabach.
Vor dem ersten Bergkarabachkrieg lebten in Ağdaban ca. 460 Menschen. In der Nacht vom 7. zum 8. April 1992 wurde das Dorf Schauplatz eines der größten Massakers, als bewaffnete armenische Gruppierungen die aserbaidschanisch besiedelte Ortschaft angriffen und diese bis auf die Grundmauern niederbrannten. Den Angaben der aserbaidschanischen Seite zufolge wurden 67 Zivilisten, darunter zwei Kleinkinder getötet. Sieben Frauen sollen dabei bei lebendigem Leib verbrannt und bis zu 780 Dorfbewohner gefoltert worden sein. Im Zusammenhang mit der Eroberung der aserbaidschanischen Dörfer Malıbəyli (Malybeyli) und Quşçular (Guschtschular) geht der Historiker Svante E. Cornell von insgesamt 99 zivilen Todesopfern aus.
Mit der aserbaidschanischen Offensive im September 2023 kam der Ort wieder unter die Kontrolle Aserbaidschans.